# Lycaena cupreopunctata
Lycaena cupreopunctata är en fjärilsart som beskrevs av Tutt 1906. Lycaena cupreopunctata ingår i släktet Lycaena och familjen juvelvingar. Inga underarter finns listade i Catalogue of Life.